# Казимир Ґзовський
Сер Казимир Станіслав Ґзовський, KCMG (5 березня 1813 — 24 серпня 1898), був польсько-канадським інженером, відомим своєю роботою над багатьма канадськими залізницями, а також роботою над каналом Велланд. Він також виконував обов'язки лейтенант-губернатора Онтаріо з 1896 до 1897 року.

## Життя і кар'єра
Ґзовський народився в Санкт-Петербурзі в сім'ї польського шляхтича, графа Станіслава Ґзовського, який тоді служив капітаном російської імператорської гвардії. У 1822—1830 роках навчався в Кременецькому ліцеї. Під час Польського листопадового повстання служив військовим інженером у званні підпоручника в польській армії під командуванням Юзефа Дверніцького проти росіян. Після їх поразки вимушено виїхав до Австрії, але як небажаного політичного в'язня австрійці депортували його до США. Пізніше емігрувала і його родина. Він не знав англійської, але почав вивчати право і був допущений до практики. Його батько був інженером, і оскільки це стало його основним інтересом, Казімєж почав займатися будівництвом залізниці в Сполучених Штатах. Згодом його найняли інженером для допомоги в будівництві залізниці Нью-Йорк та Ері.
У 1841 році він переїхав до Канади, щоб працювати на будові каналу Велланд. Він також допоміг завершити будівництво вулиці Янґ та виконав інші проєкти для Департаменту громадських робіт у південному Онтаріо. Він оселився в Лондоні, Онтаріо.
У 1849 році Ґзовський був найнятий залізничним підрядником на залізницю Святого Лаврентія та Атлантики. Новий президент цієї реорганізованої компанії Александер Тіллок Ґалт та інші директори були незадоволені роботою монреальських підрядників. Прийнявши пропозицію Ґалта стати головним інженером, відповідальним за будівництво, Ґзовський перевіз свою родину до Шербрука.
Метою залізниці Св. Лаврентія та Атлантики разом із її американським партнером, Атлантичною залізницею Св. Лаврентія, було забезпечити сухопутний маршрут для перевезень, здійснюваних річками Св. Лаврентія та Оттава через порт Монреаля до вільного від замерзання атлантичного порту Портленд, штат Мен. Однак до 1850 року прихильники цього проєкту дізналися про плани бостонських бізнесів побудувати залізницю від озера Шамплейн до Оґденсбурґа, навпроти Прескотта, за маршрутом проєктованої залізниці Байтаун і Прескотт.
У 1850 році Ґалт разом з Лютером Гамільтоном Голтоном, Девідом Льюїсом Макферсоном та іншими директорами St. Lawrence and Atlantic сформували комітет, який вжив заходів для забезпечення замовлення на будівництво залізниці між Монреалем і Кінґстоном. Розглянули кілька можливих маршрутів. На публічному засіданні, що відбулося в Монреалі, комітет доручив Ґзовському провести детальний огляд двох маршрутів. Один проходив через долину річки Оттава, а інший був приблизно на 15 миль углиб материка від річки Святого Лаврентія.
У 1851 році. Залізничний комітет Монреаля та Кінґстона доручив іншому відомому канадському інженеру та майбутньому соратнику Ґзовського, Волтеру Шанлі, зробити ще одне прокладання маршруту Монреаль-Кінґстон. Він вирішив віддати перевагу лінії, яка прямувала паралельно руслу річки Святого Лаврентія і проходила через Корнволл і Прескотт. Це був маршрут, прийнятий Grand Trunk Railway між Монреалем, Кінґстоном і Торонто.
Ідея залізниці через провінцію Канади була в головах канадців деякий час. Уряд запропонував побудувати лінію від Монреаля до Віндзора або до Сарнії. На цій частині маршруту на схід від Монреаля прем'єр-міністр Френсіс Гінкс вкопав перший штих на Квебек-Річмондській залізниці 7 січня 1852 року. Уряд мав намір подолати віддаль між Річмондом і Монреалем за допомогою залізниці Святого Лаврентія та Атлантики. 30 серпня 1851 року Ґалт і його колеги з Монреаля отримали замовлення для своєї залізниці Монреаля і Кінґстона.
У 1852 році Френсіс Гінкс передав плани залізниці приватним інтересам, уклавши контракти на залізницю Кінгстон-Торонто та Монреаль-Кінгстон британській підрядній фірмі Peto, Brassey Jackson and Betts, що призвело до створення компанії Великої магістральної залізниці. Хоча Ґалт мав намір отримати кошти для будівництва Монреальської та Кінгстонської залізниці, він не мав ресурсів, щоб конкурувати з Пето, Брассі Джексоном і Беттсом.
Ґалт і його партнери бачили великі можливості в будівництві залізниці на захід від Торонто. У 1852 році завдяки деяким вправним фінансовим маніпуляціям їм вдалося отримати контроль над більшістю акцій Залізниці Торонто і Ґвелфа, зафрахтованої в 1851 році. Gzowski & Co. були підрядниками лінії між Ґвелфом і Сарнією, а також інших ділянок GTR в Онтаріо та Мічиґані.
У 1856 році компанія Gzowski & Co. отримала право рубати деревину на річці Мун-Рівер у Маскоці, ймовірно, як джерело матеріалів для будівництва залізниці. У 1858 році Ґзовський отримав ліцензію на заготівлю деревини на річці Вайтфіш і на Саут-Рівер у північно-східному Онтаріо. Деякі з цих ліцензійних записів свідчать про те, що Ґзовський та Макферсон співпрацювали з іншим лісорубом Маскоки, Волтером Моберлі.
У 1859 році як президент Toronto Turf Club Ґзовський був головним чинником у організації Queen's Plate, перших організованих чистокровних перегонів у Північній Америці. Ґзовський відіграв важливу роль в організації Канадського товариства цивільних інженерів, де він був першим президентом з 1889 до 1891 року, і заснував першу канадську стрілецьку асоціацію. Він також був першим членом комісії Ніагарських парків.
Ґзовський був призначений почесним ад'ютантом королеви в 1879 році, а в 1890 році королева Вікторія посвятила його в лицарі. Як особистий друг сера Джона А. Макдональда, Ґзовський був пов'язаний із Консервативною партією, навіть виконуючи обов'язки лейтенанта-губернатора до того, як Олівер Моват обійняв посаду в 1897 році. Ґзовський помер 1898 року в Торонто.

## Спадщина
Парк Казимира Ґзовського на набережній Торонто вшановує його пам'ять і містить пам'ятник із інформацією про його кар'єру.
5 березня 1963 року канадська пошта випустила пам'ятну марку із зображенням Ґзовського до 150-ї річниці від дня його народження.
Ґзовський був прапрадідом радіоведучого CBC Пітера Ґзовскі.

## Галерея

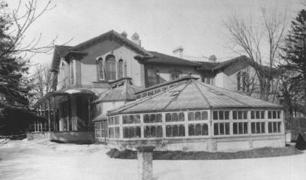
Будинок Ґзовских на вулиці Батерст у Торонто, Онтаріо
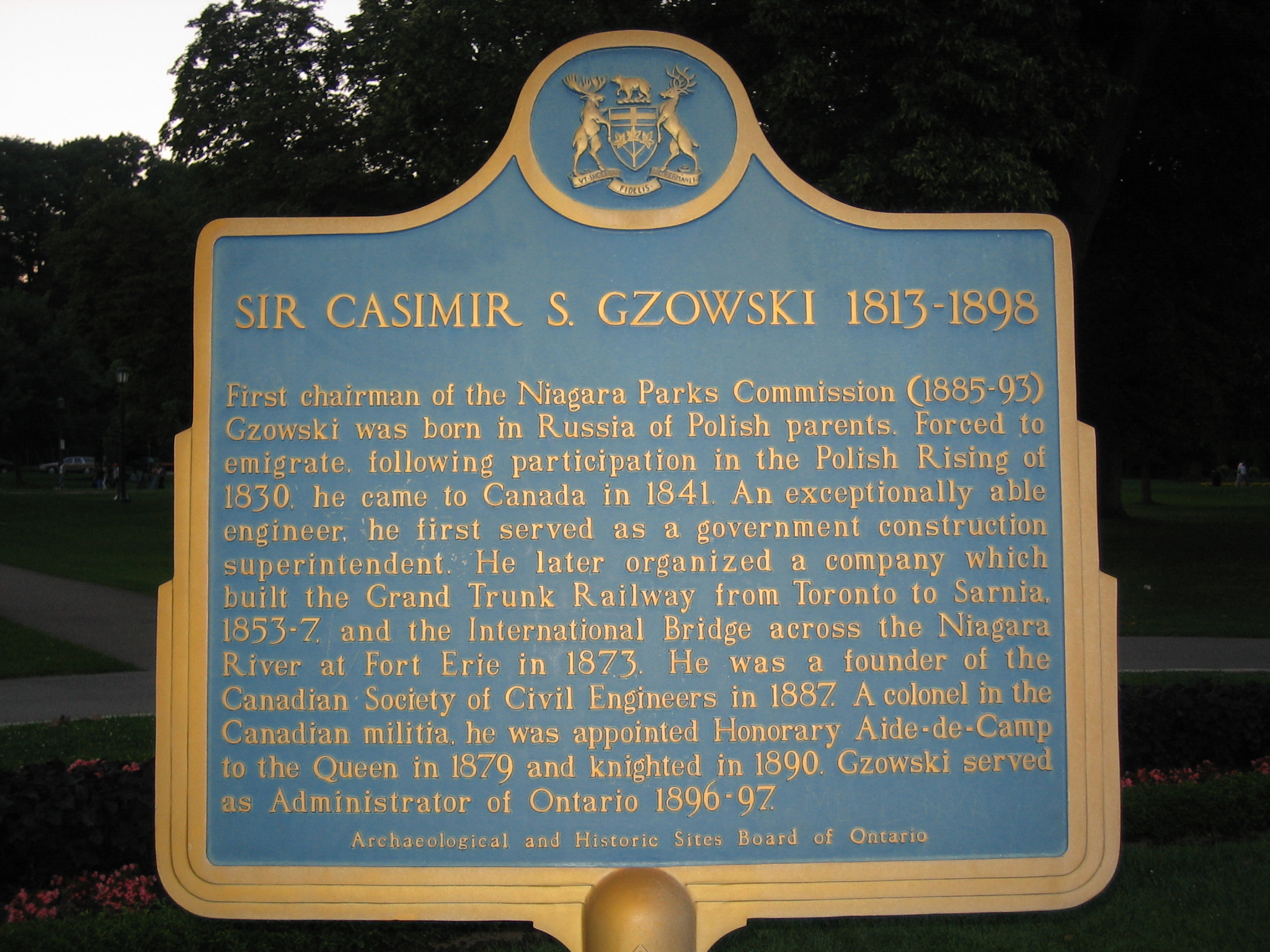
Історична дошка в Ніаґара-Фолз, Онтаріо
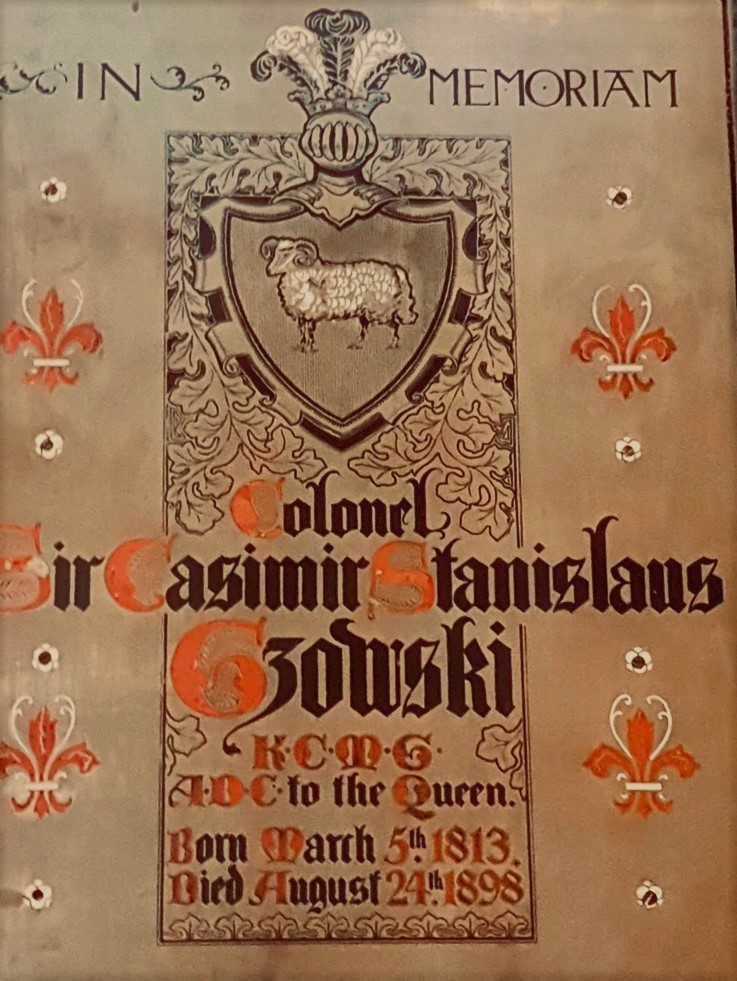
Меморіальна дошка з гербом Ґзовського
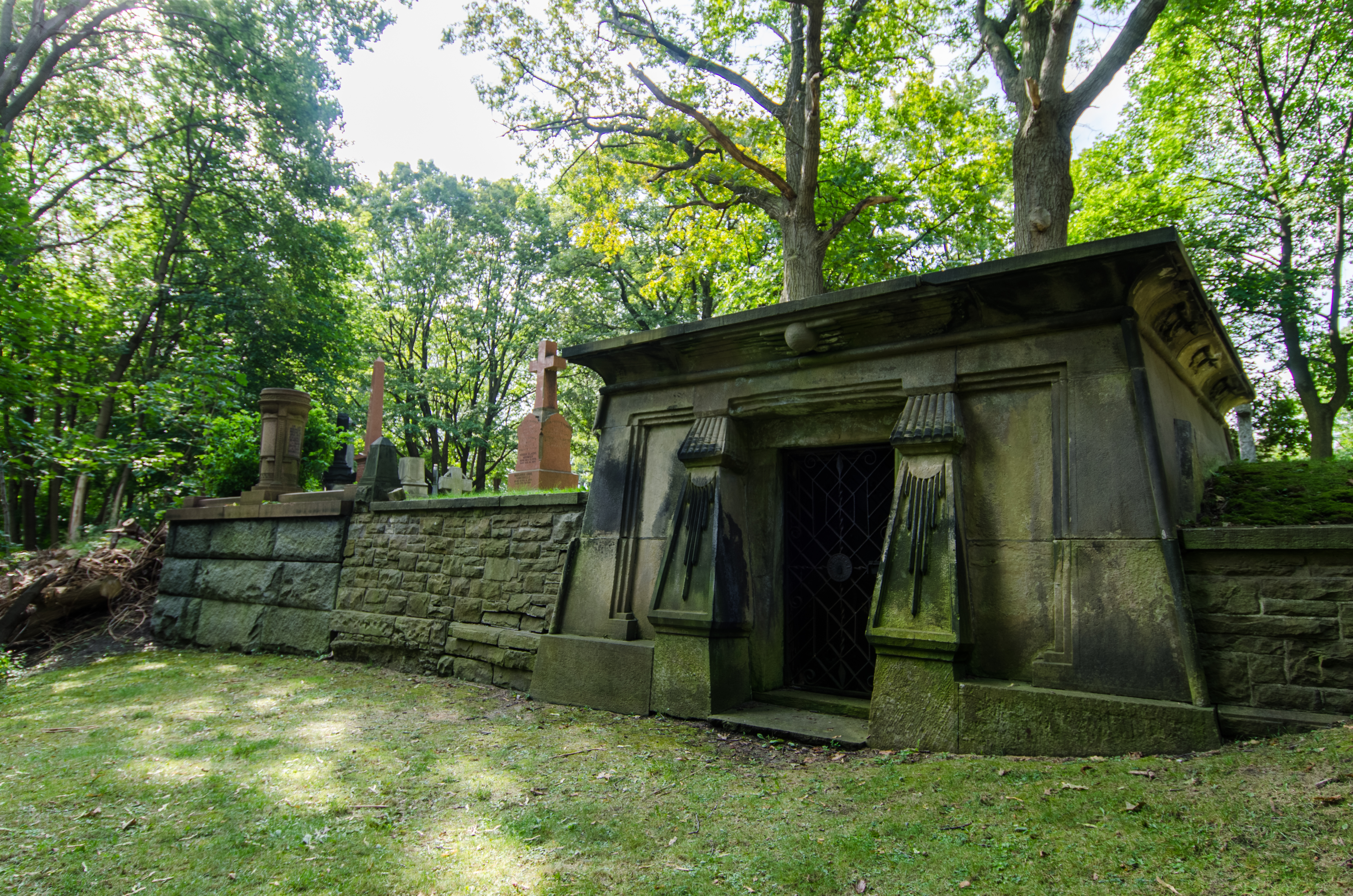
Родинний мавзолей Ґзовських, у якому поховано Ґзовських
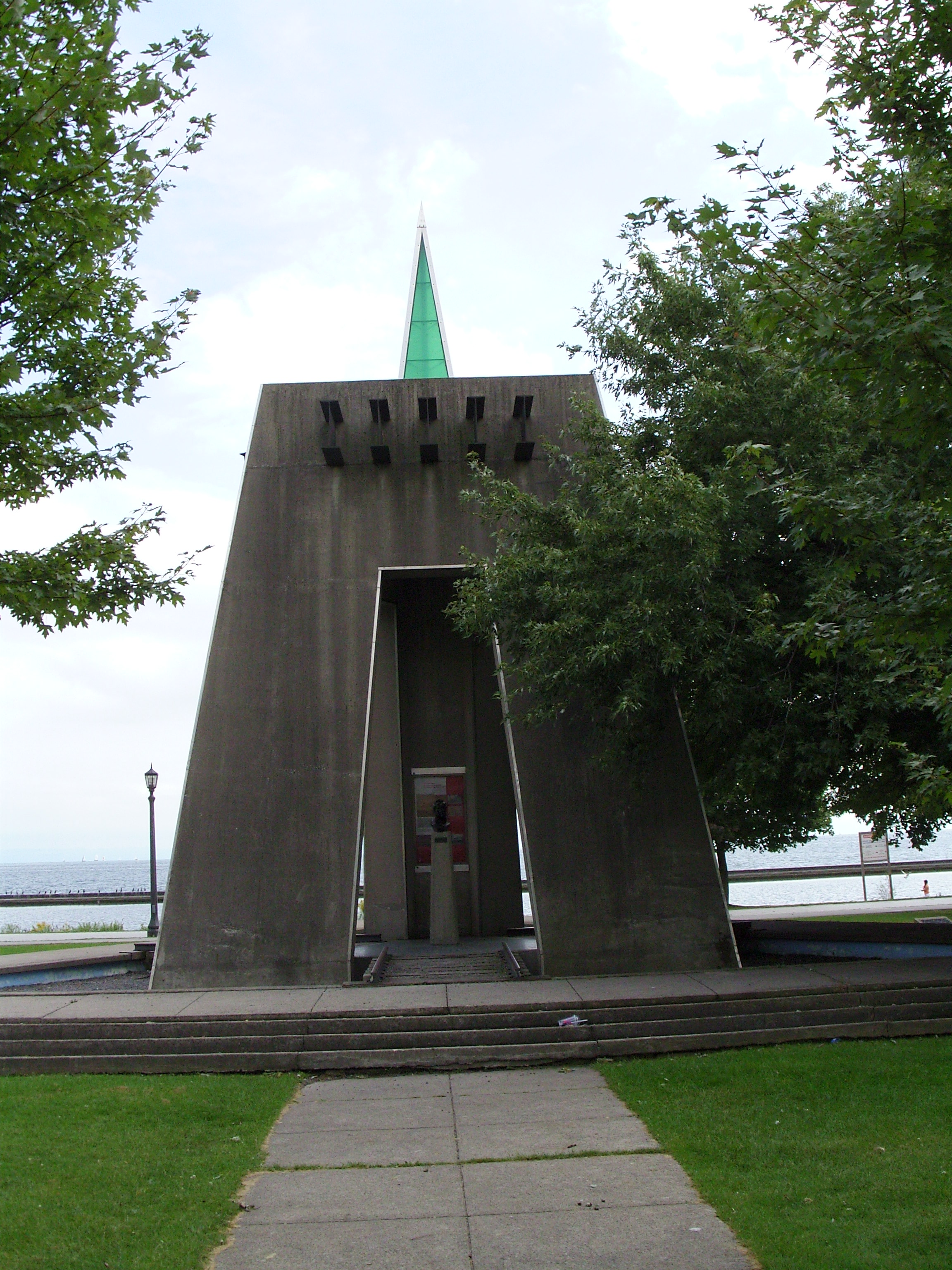
Пам'ятник Ґзовському в парку сера Казимира Ґзовського в Торонто